# Домбрувка (Остроленцький повіт)
Домбрувка (пол. Dąbrówka) — село в Польщі, у гміні Леліс Остроленцького повіту Мазовецького воєводства.
Населення — 396 осіб (2011).
У 1975-1998 роках село належало до Остроленцького воєводства.

## Демографія
Демографічна структура станом на 31 березня 2011 року:
|          | Загалом | Допрацездатний вік | Працездатний вік | Постпрацездатний вік |
| -------- | ------- | ------------------ | ---------------- | -------------------- |
| Чоловіки | 209     | 53                 | 139              | 17                   |
| Жінки    | 187     | 42                 | 104              | 41                   |
| Разом    | 396     | 95                 | 243              | 58                   |